# Coldeportes Zenú
A Coldeportes Zenú (código UCI: ECZ) (nome oficial: Coldeportes Zenú Sell Rojo), é um equipa ciclista colombiana de categoria Continental.

## História
Criado para a temporada de 2012, é a segunda equipa do projecto ciclístico do instituto colombiano Coldeportes junto com a Colombia de categoria Profissional Continental.
Em 2012 o nome registado na UCI foi Colombia-Comcel, mas desde 27 de junho de 2012 denominou-se Colombia-Claro, como a marca Comcel, fundiu-se com a mexicana Telmex, dando a lugar à marca Claro quem continuou com o patrocínio da equipa.
Da mesma forma, durante 2013 na Colombia chamou-se-lhe Coldeportes-Claro, ainda que encontrava-se registado na União Ciclista Internacional como Colombia Coldeportes. Em 2014 tomou o seu actual nome ao receber patrocínio da marca de alimentos Zenú, mas sem registar-se na UCI.
No ano de 2017 regressa novamente à categoria Continental.

## 2012
A sua estreia produziu-se a 5 de janeiro, na Volta ao Chile, onde Didier Chaparro teve uma destacada actuação culminando em 4º lugar, além de ser 2º na etapa "rainha" com final no centro de esqui de Farellones.
Poucos dias depois a equipa enfrentou a segunda competição da temporada, o Tour de San Luis na Argentina. Posteriormente a essas carreiras, reinou a incerteza sobre a continuidade da equipa e não se sabia se chegaria a competir na Colômbia ou não. Finalmente, a esquadra sofreu uma reestrutura onde além da mudança de patrocinador secundário, a directora decidiu mudar de técnico, chegando Carlos Mario Jaramillo em substituição de Hernán Buenahora. Solucionados os problemas, o resto da temporada a equipa centrou-se no calendário colombiano onde o mais destacado foi o triunfo de Ronald Yesid Gómez na Volta à Colômbia Sub-23 e uma vitória de etapa de Camilo Gómez no Clássico RCN.
Em novembro participou na Volta à Bolívia e a equipa teve uma boa actuação. Ganhou a classificação por equipas, 4 corredores no top 10 e Juan Alejandro García, Stíver Ortíz e Mauricio Ardila relevaram-se à frente da classificação geral durante quase toda a carreira, mas a perderam sobre o final sendo Ardila com o seu 2.ª posto o melhor colocado.

## Material ciclista
Para o ano de 2014 a equipa utiliza bicicletas Cannondale, equipadas com grupos SRAM Red e capacetes Garneau

## Classificações UCI
As classificações da equipa e de sua ciclista mais destacado são as seguintes:

### UCI America Tour
| Temporada | Classificação por equipas | Melhor corredor       | Posição |
| 2011-2012 | 22º                       | Álvaro Duarte         | 122º    |
| 2012-2013 | 14º                       | Juan Alejandro García | 81º     |
| 2013-2014 | 14º                       | Fernando Gaviria      | 18º     |
| 2017      | 5º                        | Nelson Soto Martínez  | 3º      |
| 2018      | 31º                       | Alexis Camacho        | 173º    |
| 2019      |                           |                       |         |

### UCI Europe Tour
| Temporada | Classificação por equipas | Melhor corredor | Posição |
| 2018      | 119º                      | Germán Chaves   | 924º    |
| 2019      |                           |                 |         |

## Palmarés
Para anos anteriores, veja-se Palmarés da Coldeportes Zenú

### Palmarés 2019

#### Circuitos Continentais UCI
| Datas | Circuito | Carreiras | Ganhador |
|       |          |           |          |

## Plantel
Para anos anteriores, veja-se Elencos da Coldeportes Zenú

### Elenco de 2019
| Integrantes da equipe 2019 | Integrantes da equipe 2019 | Integrantes da equipe 2019                        | Integrantes da equipe 2019 |
| Ciclista                   | Data de nascimento         | Equipe anterior                                   |                            |
| -------------------------- | -------------------------- | ------------------------------------------------- | -------------------------- |
| Juan Diego Alba            | 11 setembro 1997           | Boyacá es Para Vivirla (2017)                     |                            |
| Adrián Bustamante          | 10 junho 1998              | Boyacá es Para Vivirla (2017)                     |                            |
| Alexis Camacho             | 20 junho 1990              | GW Shimano (2017)                                 |                            |
| Diego Camargo              | 3 maio 1998                |                                                   |                            |
| Alex Cano                  | 13 março 1983              | Aguardiente Antioqueño-Lotería de Medellín (2016) |                            |
| Germán Chávez              | 9 março 1995               |                                                   |                            |
| Miguel Ángel Rubiano       | 3 outubro 1984             | China Continental Team of Gansu Bank (2016)       |                            |
| Johan Colón                | 26 agosto 1995             |                                                   |                            |
| Óscar Galvis Atehortua     | 21 junho 2000              |                                                   |                            |
| Berardo Alexis Hernández   | 6 fevereiro 2000           |                                                   |                            |
| Juan Guillermo Jaramillo   | 12 setembro 2000           |                                                   |                            |
| Juan Martín Mesa           | 23 janeiro 1992            |                                                   |                            |
| Julián Molano              | 18 julho 1997              |                                                   |                            |
| Brayan Ramírez             | 20 novembro 1992           | Medellín-Inder (2017)                             |                            |
| Juan Tito Rendón           | 7 abril 2000               |                                                   |                            |
|                            |                            |                                                   |                            |
| Fonte: ProCyclingStats     |                            |                                                   |                            |

Nota: Juan Guillermo Jaramillo missing qualifiers by rider